# 2002-es önkormányzati választás Hajdúnánáson
A 2002-es önkormányzati választásokat október 20-án bonyolították le valamennyi magyar településen. Hajdúnánáson a rendszerváltás óta negyedik alkalommal szavaztak a polgárok az önkormányzat összetételéről.
Az előző választás alkalmával is győzedelmeskedő városvezető koalíció szervezetei, az MSZP és a Hajdúnánásért Tevékenykedők Független Egyesülete (HTFE) közös polgármesterjelöltet állított, az egyéni választókerületekben pedig külön indítottak képviselőjelölteket. Gélák Pál, aki ekkor még a szocialista párt helyi szervezetének elnöke volt, elindult a párt által is támogatott dr. Éles Andrással szemben a polgármester-választáson, az egyéni körzetekben pedig az általa alapított Hajdúnánás Megújulásáért Egyesület (HME) színeiben indultak jelöltek. Gélák Pál a 6-os választókerületben indult, ahol szintén a regnáló polgármester volt az ellenfele. Török István független polgármester-jelöltként indult el, a jobboldali pártok nem állítottak önálló jelöltet. A képviselő-választáson a Polgári Kör, a Fidesz-MDF, a Hajdúnánási Ipartestület indított jelölteket, Török István pedig a 8. körzetben indult el a képviselői mandátumért, független jelöltként. Jelölteket állított még a választáson a MIÉP-FKGP szövetség, Magyar Nyugdíjasok Pártja (MNYP) és a Nemzeti Néppárt (MNP). Független jelöltként indultak: Szabó Katalin (3.), Tóth Imre (8.), Török István (8.), Szabó Sándorné (9.) és Oláh Péter (10.). 
A választáson a városvezető koalíció (HTFE-MSZP) 9 fővel ismét többséget szerzett a 17 fős testületben, az MSZP 6, a HTFE 3 mandátumhoz jutott. Dr. Éles András polgármester a szavazatok 44%-át megszerezve kezdhette meg harmadik ciklusát a település élén. 3 mandátumot szerzett a Polgári Kör, 2-t a Fidesz-MDF, és 1-1 főt delegálhatott a testületbe az Ipartestület és a HME. Török István személyében egy független képviselő lett a képviselő-testület tagja.

## A választás rendszere
A települési önkormányzati választásokat az országosan megrendezett általános önkormányzati választások részeként tartották meg. A szavazók a helyi képviselők és a településük polgármestere mellett, a megyei közgyűlések képviselőire is ekkor adhatták le a szavazataikat. A választásokat 2002. október 20-án, vasárnap bonyolították le.
A települési képviselőket választókerületenként választhatták meg a polgárok. A település méretétől (lakóinak számától) függtek a választókerületek, s így a megválasztható képviselők száma is. A képviselők nagyjából háromötöde az egyéni választókerületekben nyerte el a megbízatását, míg kétötödük úgynevezett „kompenzációs”, azaz kiegyenlítő listán. A listákra közvetlenül nem lehetett szavazni. Az egyéni választókerületekben leadott, de képviselői helyet nem eredményező szavazatokat összesítették és ezeket a töredékszavazatokat osztották el arányosan a listák között.

### Választókerületek
| Választókerületek | Választókerületek | Választókerületek | Választókerületek |
| EVK               | Polgárok          | Jelölt            |                   |
| ----------------- | ----------------- | ----------------- | ----------------- |
| 01                | 1273              | 6                 |                   |
| 02                | 1248              | 8                 |                   |
| 03                | 1481              | 9                 |                   |
| 04                | 1399              | 7                 |                   |
| 05                | 1462              | 8                 |                   |
| 06                | 1444              | 7                 |                   |
| 07                | 1557              | 6                 |                   |
| 08                | 1552              | 11                |                   |
| 09                | 1477              | 8                 |                   |
| 10                | 1407              | 9                 |                   |
| ∑                 | 14 300            | 79                |                   |

A képviselő-testület létszáma 2002-ben nem változott, maradt 17 fő. A szabályok szerint a települési képviselő-testületek létszáma a település lakosságszámához igazodott. A választópolgárok száma 2002-ben 14.300 fő volt.
A képviselők közül tizet az egyéni választókerületekben választhattak meg a polgárok, hét fő a kompenzációs listákról nyerte el a mandátumot.
Tedej településrész a 10. választókerület része volt.

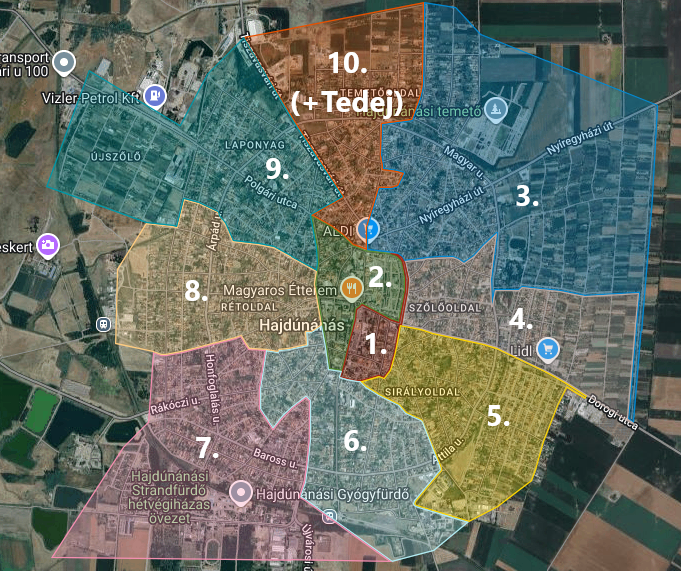
Hajdúnánás egyéni választókerületei 1994 és 2010 között

A polgármester-választás tekintetében a város egy választókerületet alkotott, így minden polgár szavazata egyenlő mértékben érvényesülhetett.

## Előzmények
Az 1998-as választás eredményeként dr. Éles András polgármester (HTFE) szoros versenyben, a szavazatok 37%-át megszerezve kezdhette meg második ciklusát a település élén, és a mögötte álló koalíció 9 fővel többséget szerzett többséget a testületben. Az MSZP a képviselői szavazatok 21%-át megszerezve 5, a HTFE (15%) 4, a Polgári Kör (14%) 2, a Fidesz (7%), a Fidesz-FKGP (7%), az FKGP (7%) a Hajdúnánási Ipartestület (6%) és a KDNP (3%) 1-1 mandátumot szereztek. Dr. Kiss József (Fidesz-FKGP) időközi választáson szerezte mandátumát 1999 tavaszán, mivel a 98-as "forduló" döntetlen lett a 7-es körzetben. Független képviselőként nyert mandátumot Török István.
Az 1998-2002-es ciklus képviselői:
- Dr. Éles András polgármester (6. EVK., HTFE)
- Benkey Lajos alpolgármester (kompenzációs lista, MSZP)
- Oláh Miklós (1. EVK., MSZP)
- Dancs Ferenc (2. EVK., MSZP)
- Dr. Holhós Csaba (3. EVK., HTFE)
- László Sándor (4. EVK., MSZP)
- Boros Miklós (5. EVK., HTFE)
- Dr. Kiss József (7. EVK., Fidesz-FKGP)
- Török István (8. EVK., független)
- Dr. Juhász Endre László (9. EVK., KDNP)
- Bódi László András (10. EVK., MSZP)
- Arnócz Imre (kompenzációs lista, HTFE)
- Szabóné Marth Éva (kompenzációs lista, Polgári Kör)
- Dr. Marosi Csaba (kompenzációs lista, Polgári Kör)
- Mester Imre (kompenzációs lista, Fidesz)
- Tóth Imre (kompenzációs lista, Hajdúnánási Ipartestület)
- Vad András Gábor (kompenzációs lista, FKGP)

|      |                          |           |           |
| Párt | Párt                     | Képviselő | Képviselő |
|      | MSZP                     | 5         | 29,4%     |
|      | HTFE                     | 4         | 23,5%     |
|      | Polgári Kör              | 2         | 11,8%     |
|      | Fidesz-FKGP              | 1         | 5,9%      |
|      | Fidesz                   | 1         | 5,9%      |
|      | FKGP                     | 1         | 5,9%      |
|      | Hajdúnánási Ipartestület | 1         | 5,9%      |
|      | KDNP                     | 1         | 5,9%      |
|      | független                | 1         | 5,9%      |

| Szervezetek              | Képviselő-testületi helyek | Képviselő-testületi helyek | Képviselő-testületi helyek | Képviselő-testületi helyek | Képviselő-testületi helyek | Képviselő-testületi helyek |    | Σ  |
| Szervezetek              | Képviselő-testületi helyek | Képviselő-testületi helyek | Képviselő-testületi helyek | Képviselő-testületi helyek | Képviselő-testületi helyek | Képviselő-testületi helyek | vk | Σ  |
| ------------------------ | -------------------------- | -------------------------- | -------------------------- | -------------------------- | -------------------------- | -------------------------- | -- | -- |
| MSZP                     |                            |                            |                            |                            |                            |                            | 4  | 5  |
| MSZP                     |                            |                            |                            |                            |                            | 1                          |    | 5  |
| HTFE                     |                            |                            |                            |                            |                            |                            | 3  | 4  |
| HTFE                     |                            |                            |                            |                            |                            | 1                          |    | 4  |
| Polgári Kör              |                            |                            |                            |                            |                            |                            | 0  | 2  |
| Polgári Kör              |                            |                            |                            |                            |                            | 2                          |    | 2  |
| Fidesz-FKGP              |                            |                            |                            |                            |                            |                            | 1  | 1  |
| Fidesz-FKGP              |                            |                            |                            |                            |                            | 2                          |    | 1  |
| Hajdúnánási Ipartestület |                            |                            |                            |                            |                            |                            | 0  | 1  |
| Hajdúnánási Ipartestület |                            |                            |                            |                            |                            | 1                          |    | 1  |
| KDNP                     |                            |                            |                            |                            |                            |                            | 1  | 1  |
| KDNP                     |                            |                            |                            |                            |                            | 0                          |    | 1  |
| független                |                            |                            |                            |                            |                            |                            | 1  | 1  |
| független                |                            |                            |                            |                            |                            | 0                          |    | 1  |
| Összesen                 |                            |                            |                            |                            |                            |                            | 10 | 17 |
| Összesen                 | 7                          |                            |                            |                            |                            |                            |    | 17 |

## Jelöltek
| Szervezet                              | Szervezet                                        | Szervezet                              | Szervezet                              | Polgár- mester- jelölt | Polgár- mester- jelölt | Képviselőjelöltek     | Képviselőjelöltek  | Képviselőjelöltek  | Képviselőjelöltek  | Képviselőjelöltek  |
| Szervezet                              | Szervezet                                        | Szervezet                              | Szervezet                              | Polgár- mester- jelölt | Polgár- mester- jelölt | Egyéni jelöltek száma | Kompenzációs lista | Kompenzációs lista | Kompenzációs lista | Kompenzációs lista |
|                                        | neve                                             | jellege                                | hatóköre                               | Polgár- mester- jelölt | Polgár- mester- jelölt | Egyéni jelöltek száma | #.                 | neve               | típusa             | jelöltek száma     |
| -------------------------------------- | ------------------------------------------------ | -------------------------------------- | -------------------------------------- | ---------------------- | ---------------------- | --------------------- | ------------------ | ------------------ | ------------------ | ------------------ |
|                                        | Hajdúnánási Ipartestület                         | társ.                                  | helyi                                  |                        |                        | 9                     | 1.                 | IPOSZ HN           | önálló             | 10                 |
|                                        | Magyar Szocialista Párt                          | párt                                   | országos                               | ✓                      |                        | 10                    | 2.                 | MSZP               | önálló             | 10                 |
|                                        | Hajdúnánásért Tevékenykedők Független Egyesülete | társ.                                  | helyi                                  | ✓                      |                        | 10                    | 3.                 | HTFE               | önálló             | 10                 |
|                                        | Magyar Nyugdíjasok Pártja                        | párt                                   | országos                               |                        |                        | 10                    | 4.                 | MNYP               | önálló             | 7                  |
|                                        | Hajdúnánás Megújulásáért Egyesület               | társ.                                  | helyi                                  |                        |                        | 10                    | 5.                 | HME                | önálló             | 10                 |
|                                        | Fidesz – Magyar Polgári Párt                     | párt                                   | országos                               |                        |                        | 7                     | 6.                 | Fidesz-MDF         | közös              | 7                  |
|                                        | Magyar Demokrata Fórum                           | párt                                   | országos                               |                        |                        | 7                     | 6.                 | Fidesz-MDF         | közös              | 7                  |
|                                        | Magyar Igazság és Élet Pártja                    | párt                                   | országos                               |                        |                        | 7                     | 7.                 | MIÉP-FKGP          | közös              | 2                  |
|                                        | Független Kisgazda-, Földmunkás- és Polgári Párt | párt                                   | országos                               |                        |                        | 7                     | 7.                 | MIÉP-FKGP          | közös              | 2                  |
|                                        | Polgári Kör                                      | társ.                                  | helyi                                  |                        |                        | 7                     | 8.                 | Polgári Kör HN     | önálló             | 7                  |
|                                        | Nemzeti Néppárt                                  | párt                                   | országos                               |                        |                        | 4                     | -                  | -                  | -                  | -                  |
|                                        |                                                  |                                        |                                        |                        |                        |                       |                    |                    |                    |                    |
| szervezet nélküli (független) jelöltek | szervezet nélküli (független) jelöltek           | szervezet nélküli (független) jelöltek | szervezet nélküli (független) jelöltek | 2                      | 2                      | 5                     |                    |                    |                    |                    |
| 11 szervezet                           | 11 szervezet                                     | 11 szervezet                           | 11 szervezet                           | 3                      | 3                      | 79                    | 8 lista            | 8 lista            | 8 lista            | 63                 |

### Képviselőjelöltek

#### Egyéni választókerületi jelöltek
|                                     | Egyéni választókerületek | Egyéni választókerületek | Egyéni választókerületek | Egyéni választókerületek | Egyéni választókerületek | Egyéni választókerületek | Egyéni választókerületek | Egyéni választókerületek | Egyéni választókerületek | Egyéni választókerületek | ∑  |
| 01                                  | 02                       | 03                       | 04                       | 05                       | 06                       | 07                       | 08                       | 09                       | 10                       |                          | ∑  |
| ----------------------------------- | ------------------------ | ------------------------ | ------------------------ | ------------------------ | ------------------------ | ------------------------ | ------------------------ | ------------------------ | ------------------------ | ------------------------ | -- |
| Független jelöltek                  | -                        | -                        | 1                        | -                        | -                        | -                        | -                        | 2                        | 1                        | 1                        | 5  |
| Szervezetek által állított jelöltek |                          |                          |                          |                          |                          |                          |                          |                          |                          |                          |    |
| IPOSZ                               |                          |                          |                          |                          |                          |                          |                          |                          |                          |                          | 9  |
| HTFE                                |                          |                          |                          |                          |                          |                          |                          |                          |                          |                          | 10 |
| MSZP                                |                          |                          |                          |                          |                          |                          |                          |                          |                          |                          | 10 |
| MNYP                                |                          |                          |                          |                          |                          |                          |                          |                          |                          |                          | 10 |
| HME                                 |                          |                          |                          |                          |                          |                          |                          |                          |                          |                          | 10 |
| Fidesz-MDF                          |                          |                          |                          |                          |                          |                          |                          |                          |                          |                          | 7  |
| MIÉP-FKGP                           |                          |                          |                          |                          |                          |                          |                          |                          |                          |                          | 7  |
| Polgári Kör                         |                          |                          |                          |                          |                          |                          |                          |                          |                          |                          | 7  |
| MNP                                 |                          |                          |                          |                          |                          |                          |                          |                          |                          |                          | 4  |
| Összesen                            | 6                        | 8                        | 9                        | 7                        | 8                        | 7                        | 6                        | 11                       | 8                        | 9                        | 79 |

Aláhúzva a hivatalban lévő körzeti képviselők. Ott, ahol nem indult el az addigi képviselő, ott az ő jelölő szervezete van aláhúzva.
| EVK-01 | EVK-01                 |
| ------ | ---------------------- |
|        | Balogh Zsigmond HTFE   |
|        | özv. Bata Jánosné MNYP |
|        | Juhász Péter IPOSZ     |
|        | Oláh Dezsőné HME       |
|        | Oláh Miklós MSZP       |
|        | Szabó János Fidesz-MDF |

| EVK-02 | EVK-02                               |
| ------ | ------------------------------------ |
|        | Brudnyák János MIÉP-FKGP             |
|        | Dr. Csorvási István Tamás Fidesz-MDF |
|        | Dancs Ferenc MSZP                    |
|        | Nagyné Kristóf Irén MYNP             |
|        | Nyakas Gábor HTFE                    |
|        | Takácsné Sebestyén Judit HME         |
|        | Tóth Imre IPOSZ                      |
|        | Török Béla MNP                       |

| EVK-03 | EVK-03                            |
| ------ | --------------------------------- |
|        | Baráz Lászlóné MNYP               |
|        | Boda László István MNP            |
|        | Gonda Zoltán MSZP                 |
|        | Hódos Antal IPOSZ                 |
|        | Ménfőiné Oláh Márta Zsófia HME    |
|        | Mészáros János Mihály Polgári Kör |
|        | Sinka György HTFE                 |
|        | Szabó Katalin független           |
|        | Vad András Gábor Fidesz-MDF       |

| EVK-04 | EVK-04                    |
| ------ | ------------------------- |
|        | Buczkó József Polgári Kör |
|        | Fige István MIÉP-FKGP     |
|        | László Sándor MSZP        |
|        | Magi Tibor IPOSZ          |
|        | Nagy László MNYP          |
|        | Nagy Miklósné HME         |
|        | Tóth János HTFE           |

| EVK-05 | EVK-05                    |
| ------ | ------------------------- |
|        | Boros Miklós HTFE         |
|        | Iván István MNYP          |
|        | Jantek Zsolt MIÉP-FKGP    |
|        | Jenei László MSZP         |
|        | Kállai Sándor IPOSZ       |
|        | Ötvös Attila Polgári Kör  |
|        | Pálóczi Sándor Fidesz-MDF |
|        | Szabó László HME          |

| EVK-06 | EVK-06                         |
| ------ | ------------------------------ |
|        | Dr. Éles András HTFE           |
|        | Gélák Pál HME                  |
|        | Girus Zoltán Polgári Kör       |
|        | Horváth Gergelyné MNYP         |
|        | Pallagi László MSZP            |
|        | Szabó Zsolt MIÉP-FKGP          |
|        | Dr. Volosinovszki Mihály IPOSZ |

| EVK-07 | EVK-07                     |
| ------ | -------------------------- |
|        | Benkey Lajos MSZP          |
|        | Jenei István MNYP          |
|        | Dr. Kiss József Fidesz-MDF |
|        | Oláh Sándor HME            |
|        | Szabó László IPOSZ         |
|        | Szivós Zoltán Imre HTFE    |

| EVK-08 | EVK-08                                 |
| ------ | -------------------------------------- |
|        | Csiszár Zoltán Miklós MSZP             |
|        | Fejes Tibor MIÉP-FKGP                  |
|        | Gacsályi Gábor Polgári Kör             |
|        | Gulyásné Bácsalmási-Porkoláb Mária MNP |
|        | Gut István MNYP                        |
|        | Hajdu Antal IPOSZ                      |
|        | Kuncz Kálmán HTFE                      |
|        | Nagy Lászlóné HME                      |
|        | Szilágyi Mátyás Fidesz-MDF             |
|        | Tóth Imre független                    |
|        | Török István független                 |

| EVK-09 | EVK-09                        |
| ------ | ----------------------------- |
|        | Bundáné Gyöngyösi Mária MSZP  |
|        | Gulyás Imre MNP               |
|        | Kiss András MIÉP-FKGP         |
|        | Magi József HME               |
|        | Muraközy Tibor MNYP           |
|        | Szabó Sándorné független      |
|        | Szabóné Marth Éva Polgári Kör |
|        | Szincsák Géza HTFE            |

| EVK-10 | EVK-10                            |
| ------ | --------------------------------- |
|        | Domán Mátyás László Fidesz-MDF    |
|        | Kelemen Sándor MIÉP-FKGP          |
|        | Miltner Attila MSZP               |
|        | Oláh Péter független              |
|        | Pálóczi Imre IPOSZ                |
|        | Papp László MNYP                  |
|        | Pók Ferenc HTFE                   |
|        | Szabó Mátyás HME                  |
|        | Szólláth Tibor Zoltán Polgári Kör |

#### Kompenzációs listák
| Lista   | Lista          | Listavezető        | Jelöltek száma |
| ------- | -------------- | ------------------ | -------------- |
|         | IPOSZ HN       | Hódos Antal        | 10             |
|         | MSZP           | Bódi László András | 10             |
|         | HTFE           | Dr. Éles András    | 10             |
|         | MNYP           | Jenei István       | 7              |
|         | HME            | Gélák Pál          | 10             |
|         | Fidesz-MDF     | Dr. Kiss József    | 7              |
|         | MIÉP-FKGP      | Fige István        | 2              |
|         | Polgári Kör HN | Szabóné Marth Éva  | 7              |
| 8 lista | 8 lista        |                    | 63             |

| \| Lista \| Lista \| # \| Jelölt \| EVK \| EVK \| \| ----- \| -------------- \| -------------------------- \| ------------------ \| --- \| --- \| \| \| IPOSZ HN \| 1. \| Hódos Antal \| 03 \| \| \| 2. \| IPOSZ HN \| Tóth Imre \| 02 \| \| \| \| 3. \| IPOSZ HN \| Kállai Sándor \| 05 \| \| \| \| 4. \| IPOSZ HN \| Dr. Volosinovszki Mihály \| 06 \| \| \| \| 5. \| IPOSZ HN \| Juhász Péter \| 01 \| \| \| \| 6. \| IPOSZ HN \| Magi Tibor \| 04 \| \| \| \| 7. \| IPOSZ HN \| Pálóczi Imre \| 10 \| \| \| \| 8. \| IPOSZ HN \| Hajdu Antal \| 08 \| \| \| \| 9. \| IPOSZ HN \| Szabó László \| 07 \| \| \| \| 10. \| IPOSZ HN \| Csiszár Ferenc \| \| \| \| \| \| MSZP \| 1. \| Bódi László András \| \| \| \| 2. \| MSZP \| Oláh Miklós \| 01 \| \| \| \| 3. \| MSZP \| Csiszár Zoltán Miklós \| 08 \| \| \| \| 4. \| MSZP \| Bundáné Gyöngyösi Mária \| 09 \| \| \| \| 5. \| MSZP \| Kőrösiné Bódi Judit \| \| \| \| \| 6. \| MSZP \| Pallagi László \| 06 \| \| \| \| 7. \| MSZP \| Szente-Varga Katalin \| \| \| \| \| 8. \| MSZP \| Szojka László \| \| \| \| \| 9. \| MSZP \| Miltner Attila \| 10 \| \| \| \| 10. \| MSZP \| Benkey Lajos \| 07 \| \| \| \| \| HTFE \| 1. \| Dr. Éles András \| 06 \| \| \| 2. \| HTFE \| Boros Miklós \| 05 \| \| \| \| 3. \| HTFE \| Balogh Zsigmond \| 01 \| \| \| \| 4. \| HTFE \| Szivós Zoltán Imre \| 07 \| \| \| \| 5. \| HTFE \| Szincsák Géza \| 09 \| \| \| \| 6. \| HTFE \| Sinka György \| 03 \| \| \| \| 7. \| HTFE \| Tóth János \| 04 \| \| \| \| 8. \| HTFE \| Kuncz Kálmán \| 08 \| \| \| \| 9. \| HTFE \| Nyakas Gábor \| 02 \| \| \| \| 10. \| HTFE \| Pók Ferenc \| 10 \| \| \| \| \| MNYP \| 1. \| Jenei István \| 07 \| \| \| 2. \| MNYP \| Muraközy Tibor \| 09 \| \| \| \| 3. \| MNYP \| Nagyné Kristóf Irén \| 02 \| \| \| \| 4. \| MNYP \| Nagy László \| 04 \| \| \| \| 5. \| MNYP \| Iván István \| 05 \| \| \| \| 6. \| MNYP \| Horváth Gergelyné \| 06 \| \| \| \| 7. \| MNYP \| Gut István \| 08 \| \| \| \| \| HME \| 1. \| Gélák Pál \| 06 \| \| \| 2. \| HME \| Oláh Sándor \| 07 \| \| \| \| 3. \| HME \| Szabó László \| 05 \| \| \| \| 4. \| HME \| Ménfőiné Oláh Márta Zsófia \| 03 \| \| \| \| 5. \| HME \| Magi József \| 09 \| \| \| \| 6. \| HME \| Oláh Dezsőné \| 01 \| \| \| \| 7. \| HME \| Takácsné Sebestyén Judit \| 02 \| \| \| \| 8. \| HME \| Nagy Lászlóné \| 08 \| \| \| \| 9. \| HME \| Nagy Miklósné \| 04 \| \| \| \| 10. \| HME \| Szabó Mátyás \| 10 \| \| \| \| \| Fidesz-MDF \| 1. \| Dr. Kiss József \| 07 \| \| \| 2. \| Fidesz-MDF \| Pál-Kovács Dezső \| \| \| \| \| 3. \| Fidesz-MDF \| Dr. Csorvási István Tamás \| 02 \| \| \| \| 4. \| Fidesz-MDF \| Szabó János \| 01 \| \| \| \| 5. \| Fidesz-MDF \| Csiszár Imre \| \| \| \| \| 6. \| Fidesz-MDF \| Vad András Gábor \| 03 \| \| \| \| 7. \| Fidesz-MDF \| Pálóczi Sándor \| 05 \| \| \| \| \| MIÉP-FKGP \| 1. \| Fige István \| 04 \| \| \| 2. \| MIÉP-FKGP \| Kelemen Sándor \| 10 \| \| \| \| \| Polgári Kör HN \| 1. \| Szabóné Marth Éva \| 09 \| \| \| 2. \| Polgári Kör HN \| Buczkó József \| 04 \| \| \| \| 3. \| Polgári Kör HN \| Szólláth Tibor Zoltán \| 10 \| \| \| \| 4. \| Polgári Kör HN \| Gacsályi Gábor \| 08 \| \| \| \| 5. \| Polgári Kör HN \| Lenchés Katalin \| \| \| \| \| 6. \| Polgári Kör HN \| Girus Zoltán \| 06 \| \| \| \| 7. \| Polgári Kör HN \| Ötvös Attila \| 05 \| \| \| \| \| \| \| \| \| \| |                |                            |                    |     |     |
| - Aláhúzva a hivatalban lévő listás képviselők, illetve azok, akik ezen a választáson nem indultak el egyéni választókerületben. - A közös listán induló jelöltek mögött található színkód azt a pártot jelöli - amennyiben ez megállapítható -, amelyikhez a jelölt tartozik. |                |                            |                    |     |     |
| Lista | Lista          | #                          | Jelölt             | EVK | EVK |
| | IPOSZ HN       | 1.                         | Hódos Antal        | 03  |     |
| 2. | IPOSZ HN       | Tóth Imre                  | 02                 |     |     |
| 3. | IPOSZ HN       | Kállai Sándor              | 05                 |     |     |
| 4. | IPOSZ HN       | Dr. Volosinovszki Mihály   | 06                 |     |     |
| 5. | IPOSZ HN       | Juhász Péter               | 01                 |     |     |
| 6. | IPOSZ HN       | Magi Tibor                 | 04                 |     |     |
| 7. | IPOSZ HN       | Pálóczi Imre               | 10                 |     |     |
| 8. | IPOSZ HN       | Hajdu Antal                | 08                 |     |     |
| 9. | IPOSZ HN       | Szabó László               | 07                 |     |     |
| 10. | IPOSZ HN       | Csiszár Ferenc             |                    |     |     |
| | MSZP           | 1.                         | Bódi László András |     |     |
| 2. | MSZP           | Oláh Miklós                | 01                 |     |     |
| 3. | MSZP           | Csiszár Zoltán Miklós      | 08                 |     |     |
| 4. | MSZP           | Bundáné Gyöngyösi Mária    | 09                 |     |     |
| 5. | MSZP           | Kőrösiné Bódi Judit        |                    |     |     |
| 6. | MSZP           | Pallagi László             | 06                 |     |     |
| 7. | MSZP           | Szente-Varga Katalin       |                    |     |     |
| 8. | MSZP           | Szojka László              |                    |     |     |
| 9. | MSZP           | Miltner Attila             | 10                 |     |     |
| 10. | MSZP           | Benkey Lajos               | 07                 |     |     |
| | HTFE           | 1.                         | Dr. Éles András    | 06  |     |
| 2. | HTFE           | Boros Miklós               | 05                 |     |     |
| 3. | HTFE           | Balogh Zsigmond            | 01                 |     |     |
| 4. | HTFE           | Szivós Zoltán Imre         | 07                 |     |     |
| 5. | HTFE           | Szincsák Géza              | 09                 |     |     |
| 6. | HTFE           | Sinka György               | 03                 |     |     |
| 7. | HTFE           | Tóth János                 | 04                 |     |     |
| 8. | HTFE           | Kuncz Kálmán               | 08                 |     |     |
| 9. | HTFE           | Nyakas Gábor               | 02                 |     |     |
| 10. | HTFE           | Pók Ferenc                 | 10                 |     |     |
| | MNYP           | 1.                         | Jenei István       | 07  |     |
| 2. | MNYP           | Muraközy Tibor             | 09                 |     |     |
| 3. | MNYP           | Nagyné Kristóf Irén        | 02                 |     |     |
| 4. | MNYP           | Nagy László                | 04                 |     |     |
| 5. | MNYP           | Iván István                | 05                 |     |     |
| 6. | MNYP           | Horváth Gergelyné          | 06                 |     |     |
| 7. | MNYP           | Gut István                 | 08                 |     |     |
| | HME            | 1.                         | Gélák Pál          | 06  |     |
| 2. | HME            | Oláh Sándor                | 07                 |     |     |
| 3. | HME            | Szabó László               | 05                 |     |     |
| 4. | HME            | Ménfőiné Oláh Márta Zsófia | 03                 |     |     |
| 5. | HME            | Magi József                | 09                 |     |     |
| 6. | HME            | Oláh Dezsőné               | 01                 |     |     |
| 7. | HME            | Takácsné Sebestyén Judit   | 02                 |     |     |
| 8. | HME            | Nagy Lászlóné              | 08                 |     |     |
| 9. | HME            | Nagy Miklósné              | 04                 |     |     |
| 10. | HME            | Szabó Mátyás               | 10                 |     |     |
| | Fidesz-MDF     | 1.                         | Dr. Kiss József    | 07  |     |
| 2. | Fidesz-MDF     | Pál-Kovács Dezső           |                    |     |     |
| 3. | Fidesz-MDF     | Dr. Csorvási István Tamás  | 02                 |     |     |
| 4. | Fidesz-MDF     | Szabó János                | 01                 |     |     |
| 5. | Fidesz-MDF     | Csiszár Imre               |                    |     |     |
| 6. | Fidesz-MDF     | Vad András Gábor           | 03                 |     |     |
| 7. | Fidesz-MDF     | Pálóczi Sándor             | 05                 |     |     |
| | MIÉP-FKGP      | 1.                         | Fige István        | 04  |     |
| 2. | MIÉP-FKGP      | Kelemen Sándor             | 10                 |     |     |
| | Polgári Kör HN | 1.                         | Szabóné Marth Éva  | 09  |     |
| 2. | Polgári Kör HN | Buczkó József              | 04                 |     |     |
| 3. | Polgári Kör HN | Szólláth Tibor Zoltán      | 10                 |     |     |
| 4. | Polgári Kör HN | Gacsályi Gábor             | 08                 |     |     |
| 5. | Polgári Kör HN | Lenchés Katalin            |                    |     |     |
| 6. | Polgári Kör HN | Girus Zoltán               | 06                 |     |     |
| 7. | Polgári Kör HN | Ötvös Attila               | 05                 |     |     |
| |                |                            |                    |     |     |

### Polgármesterjelöltek
A polgármester-választáson három jelölt indult: a hivatalban lévő városvezető, dr. Éles András; Gélák Pál független jelölt, az MSZP helyi szervezetének elnöke, illetve Török István független jelölt, a jobboldal, és a Nyugdíjasok Pártjának támogatásával. 
| Jelölt          | Szervezet | Szervezet |
| --------------- | --------- | --------- |
| Dr. Éles András |           | HTFE-MSZP |
| Gélák Pál       |           | független |
| Török István    |           | független |

## A szavazás menete
A választást 2002. október 20-án, vasárnap bonyolították le. A választópolgárok reggel 6 órától kezdve adhatták le a szavazataikat, egészen a 19 órás urnazárásig.

### Részvétel
| A részvételi adatok napközbeni alakulása | A részvételi adatok napközbeni alakulása | A részvételi adatok napközbeni alakulása | A részvételi adatok napközbeni alakulása |
| Időpont                                  | Szavazók                                 | Szavazók                                 | +/- 1998 óta (%p)                        |
| Időpont                                  | fő                                       | %                                        | +/- 1998 óta (%p)                        |
| ---------------------------------------- | ---------------------------------------- | ---------------------------------------- | ---------------------------------------- |
| 19:00                                    | 6356                                     | 44,45%                                   | 4,17                                     |

|                                  |                                  |        | jogosultakarányában | szavazókarányában |
| -------------------------------- | -------------------------------- | ------ | ------------------- | ----------------- |
| Választójogosult                 | Választójogosult                 | 14 300 |                     |                   |
| Szavazó                          | Szavazó                          | 6 356  | 44,45%              |                   |
| érvényes szavazólap              | érvényes szavazólap              | 6 199  | 43,35%              | 97,53%            |
| érvénytelen / hiányzó szavazólap | érvénytelen / hiányzó szavazólap | 154    | 1,08%               | 2,42%             |
| Távol maradó                     | Távol maradó                     | 7 944  | 55,55%              |                   |

## Eredmény[4]

### Képviselő-választások

#### Egyéni választókerületi eredmények
| Választókerületi eredmények | Választókerületi eredmények        | Választókerületi eredmények | Választókerületi eredmények | Választókerületi eredmények | Választókerületi eredmények | Választókerületi eredmények | Választókerületi eredmények | Választókerületi eredmények |
| EVK                         | Jelölt                             | Jelölő szervezet(ek)        | Jelölő szervezet(ek)        | #.                          | Szavazat                    | Szavazat                    | Szavazat                    | Szavazat                    |
| EVK                         | Jelölt                             | Jelölő szervezet(ek)        | Jelölő szervezet(ek)        | #.                          | db                          | jog.%                       | szav.%                      | érv.%                       |
| --------------------------- | ---------------------------------- | --------------------------- | --------------------------- | --------------------------- | --------------------------- | --------------------------- | --------------------------- | --------------------------- |
| 01                          | Oláh Miklós                        |                             | MSZP                        | 1.                          | 190                         | 14,93%                      | 31,88%                      | 33,22%                      |
| 01                          | Szabó János                        |                             | Fidesz-MDF                  | 2.                          | 140                         | 11%                         | 23,49%                      | 24,48%                      |
| 01                          | Balogh Zsigmond                    |                             | HTFE                        | 3.                          | 89                          | 6,99%                       | 14,93%                      | 15,56%                      |
| 01                          | Juhász Péter                       |                             | Hajdúnánási Ipartestület    | 4.                          | 84                          | 6,60%                       | 14,09%                      | 14,69%                      |
| 01                          | Oláh Dezsőné                       |                             | HME                         | 5.                          | 54                          | 4,24%                       | 9,06%                       | 9,44%                       |
| 01                          | özv. Bata Jánosné                  |                             | MNYP                        | 6.                          | 15                          | 1,18%                       | 2,52%                       | 2,62%                       |
| 02                          | Dancs Ferenc                       |                             | MSZP                        | 1.                          | 191                         | 15,30%                      | 32,26%                      | 34,05%                      |
| 02                          | Tóth Imre                          |                             | Hajdúnánási Ipartestület    | 2.                          | 137                         | 10,98%                      | 23,14%                      | 24,42%                      |
| 02                          | Dr. Csorvási István Tamás          |                             | Fidesz-MDF                  | 3.                          | 99                          | 7,93%                       | 16,72%                      | 17,65%                      |
| 02                          | Nyakas Gábor                       |                             | HTFE                        | 4.                          | 75                          | 6,01%                       | 12,67%                      | 13,37%                      |
| 02                          | Takácsné Sebestyén Judit           |                             | HME                         | 5.                          | 37                          | 2,96%                       | 6,25%                       | 6,60%                       |
| 02                          | Nagyné Kristóf Irén                |                             | MNYP                        | 6.                          | 13                          | 1,04%                       | 2,20%                       | 2,32%                       |
| 02                          | Brudnyák János                     |                             | MIÉP-FKGP                   | 7.                          | 7                           | 0,56%                       | 1,18%                       | 1,25%                       |
| 02                          | Török Béla                         |                             | Nemzeti Néppárt             | 8.                          | 2                           | 0,16%                       | 0,34%                       | 0,36%                       |
| 03                          | Gonda Zoltán                       |                             | MSZP                        | 1.                          | 139                         | 9,39%                       | 20,65%                      | 21,52%                      |
| 03                          | Vad András Gábor                   |                             | Fidesz-MDF                  | 2.                          | 124                         | 8,37%                       | 18,42%                      | 19,20%                      |
| 03                          | Mészáros János Mihály              |                             | Polgári Kör                 | 3.                          | 116                         | 7,83%                       | 17,24%                      | 17,96%                      |
| 03                          | Sinka György                       |                             | HTFE                        | 4.                          | 105                         | 7,09%                       | 15,60%                      | 16,25%                      |
| 03                          | Hódos Antal                        |                             | Hajdúnánási Ipartestület    | 5.                          | 70                          | 4,73%                       | 10,40%                      | 10,84%                      |
| 03                          | Ménfőiné Oláh Márta Zsófia         |                             | HME                         | 6.                          | 45                          | 3,04%                       | 6,69%                       | 6,97%                       |
| 03                          | Szabó Katalin                      |                             | független                   | 7.                          | 35                          | 2,36%                       | 5,20%                       | 5,42%                       |
| 03                          | Baráz Lászlóné                     |                             | MNYP                        | 8.                          | 9                           | 0,61%                       | 1,34%                       | 1,39%                       |
| 03                          | Boda László István                 |                             | Nemzeti Néppárt             | 9.                          | 3                           | 0,20%                       | 0,45%                       | 0,46%                       |
| 04                          | László Sándor                      |                             | MSZP                        | 1.                          | 274                         | 19,59%                      | 40,29%                      | 41,77%                      |
| 04                          | Buczkó József                      |                             | Polgári Kör                 | 2.                          | 254                         | 18,16%                      | 37,35%                      | 38,72%                      |
| 04                          | Tóth János                         |                             | HTFE                        | 3.                          | 48                          | 3,43%                       | 7,06%                       | 7,32%                       |
| 04                          | Magi Tibor                         |                             | Hajdúnánási Ipartestület    | 4.                          | 32                          | 2,29%                       | 4,71%                       | 4,88%                       |
| 04                          | Nagy Miklósné                      |                             | HME                         | 5.                          | 17                          | 1,22%                       | 2,50%                       | 2,59%                       |
| 04                          | Nagy László                        |                             | MNYP                        | 6.                          | 16                          | 1,14%                       | 2,35%                       | 2,44%                       |
| 04                          | Fige István                        |                             | MIÉP-FKGP                   | 7.                          | 15                          | 1,07%                       | 2,21%                       | 2,29%                       |
| 05                          | Boros Miklós                       |                             | HTFE                        | 1.                          | 191                         | 13,06%                      | 31,16%                      | 33,04%                      |
| 05                          | Kállai Sándor                      |                             | Hajdúnánási Ipartestület    | 2.                          | 101                         | 6,91%                       | 16,48%                      | 17,47%                      |
| 05                          | Jenei László                       |                             | MSZP                        | 3.                          | 100                         | 6,84%                       | 16,31%                      | 17,30%                      |
| 05                          | Pálóczi Sándor                     |                             | Fidesz-MDF                  | 4.                          | 57                          | 3,90%                       | 9,30%                       | 9,86%                       |
| 05                          | Ötvös Attila                       |                             | Polgári Kör                 | 5.                          | 53                          | 3,63%                       | 8,65%                       | 9,17%                       |
| 05                          | Szabó László                       |                             | HME                         | 6.                          | 39                          | 2,67%                       | 6,36%                       | 6,75%                       |
| 05                          | Iván István                        |                             | MNYP                        | 7.                          | 31                          | 2,12%                       | 5,06%                       | 5,36%                       |
| 05                          | Jantek Zsolt                       |                             | MIÉP-FKGP                   | 8.                          | 6                           | 0,41%                       | 0,98%                       | 1,04%                       |
| 06                          | Dr. Éles András                    |                             | HTFE                        | 1.                          | 212                         | 14,68%                      | 31,83%                      | 33,65%                      |
| 06                          | Girus Zoltán                       |                             | Polgári Kör                 | 2.                          | 193                         | 13,37%                      | 28,98%                      | 30,63%                      |
| 06                          | Gélák Pál                          |                             | HME                         | 3.                          | 109                         | 7,55%                       | 16,37%                      | 17,30%                      |
| 06                          | Dr. Volosinovszki Mihály           |                             | Hajdúnánási Ipartestület    | 4.                          | 61                          | 4,22%                       | 9,16%                       | 9,68%                       |
| 06                          | Pallagi László                     |                             | MSZP                        | 5.                          | 35                          | 2,42%                       | 5,26%                       | 5,56%                       |
| 06                          | Horváth Gergelyné                  |                             | MNYP                        | 6.                          | 11                          | 0,76%                       | 1,65%                       | 1,75%                       |
| 06                          | Szabó Zsolt                        |                             | MIÉP-FKGP                   | 7.                          | 9                           | 0,62%                       | 1,35%                       | 1,43%                       |
| 07                          | Dr. Kiss József                    |                             | Fidesz-MDF                  | 1.                          | 229                         | 14,71%                      | 34,86%                      | 36,94%                      |
| 07                          | Szivós Zoltán Imre                 |                             | HTFE                        | 2.                          | 138                         | 8,86%                       | 21%                         | 22,26%                      |
| 07                          | Szabó László                       |                             | Hajdúnánási Ipartestület    | 3.                          | 98                          | 6,29%                       | 14,92%                      | 15,81%                      |
| 07                          | Oláh Sándor                        |                             | HME                         | 4.                          | 74                          | 4,75%                       | 11,26%                      | 11,94%                      |
| 07                          | Benkey Lajos                       |                             | MSZP                        | 5.                          | 52                          | 3,34%                       | 7,91%                       | 8,39%                       |
| 07                          | Jenei István                       |                             | MNYP                        | 6.                          | 29                          | 1,86%                       | 4,41%                       | 4,68%                       |
| 08                          | Török István                       |                             | független                   | 1.                          | 228                         | 14,69%                      | 33,98%                      | 35,35%                      |
| 08                          | Csiszár Zoltán Miklós              |                             | MSZP                        | 2.                          | 132                         | 8,51%                       | 19,67%                      | 20,47%                      |
| 08                          | Tóth Imre                          |                             | független                   | 3.                          | 72                          | 4,64%                       | 10,73%                      | 11,16%                      |
| 08                          | Gacsályi Gábor                     |                             | Polgári Kör                 | 4.                          | 58                          | 3,74%                       | 8,64%                       | 8,99%                       |
| 08                          | Kuncz Kálmán                       |                             | HTFE                        | 5.                          | 48                          | 3,09%                       | 7,15%                       | 7,44%                       |
| 08                          | Hajdu Antal                        |                             | Hajdúnánási Ipartestület    | 6.                          | 46                          | 2,96%                       | 6,86%                       | 7,13%                       |
| 08                          | Szilágyi Mátyás                    |                             | Fidesz-MDF                  | 7.                          | 32                          | 2,06%                       | 4,77%                       | 4,96%                       |
| 08                          | Gut István                         |                             | MNYP                        | 8.                          | 13                          | 0,84%                       | 1,94%                       | 2,02%                       |
| 08                          | Nagy Lászlóné                      |                             | HME                         | 9.                          | 9                           | 0,58%                       | 1,34%                       | 1,40%                       |
| 08                          | Fejes Tibor                        |                             | MIÉP-FKGP                   | 10.                         | 5                           | 0,32%                       | 0,75%                       | 0,78%                       |
| 08                          | Gulyásné Bácsalmási-Porkoláb Mária |                             | Nemzeti Néppárt             | 11.                         | 2                           | 0,13%                       | 0,30%                       | 0,31%                       |
| 09                          | Szabóné Marth Éva                  |                             | Polgári Kör                 | 1.                          | 245                         | 16,59%                      | 40,56%                      | 43,59%                      |
| 09                          | Bundáné Gyöngyösi Mária            |                             | MSZP                        | 2.                          | 127                         | 8,60%                       | 21,03%                      | 22,60%                      |
| 09                          | Szincsák Géza                      |                             | HTFE                        | 3.                          | 96                          | 6,50%                       | 15,89%                      | 17,08%                      |
| 09                          | Muraközy Tibor                     |                             | MNYP                        | 4.                          | 39                          | 2,64%                       | 6,46%                       | 6,94%                       |
| 09                          | Magi József                        |                             | HME                         | 5.                          | 23                          | 1,56%                       | 3,81%                       | 4,09%                       |
| 09                          | Szabó Sándorné                     |                             | független                   | 6.                          | 19                          | 1,29%                       | 3,15%                       | 3,38%                       |
| 09                          | Kiss András                        |                             | MIÉP-FKGP                   | 7.                          | 7                           | 0,47%                       | 1,16%                       | 1,25%                       |
| 09                          | Gulyás Imre                        |                             | Nemzeti Néppárt             | 8.                          | 6                           | 0,41%                       | 0,99%                       | 1,07%                       |
| 10                          | Miltner Attila                     |                             | MSZP                        | 1.                          | 227                         | 16,13%                      | 37,58%                      | 40,68%                      |
| 10                          | Szólláth Tibor Zoltán              |                             | Polgári Kör                 | 2.                          | 154                         | 10,95%                      | 25,50%                      | 27,60%                      |
| 10                          | Pók Ferenc                         |                             | HTFE                        | 3.                          | 43                          | 3,06%                       | 7,12%                       | 7,71%                       |
| 10                          | Kelemen Sándor                     |                             | MIÉP-FKGP                   | 4.                          | 35                          | 2,49%                       | 5,79%                       | 6,27%                       |
| 10                          | Szabó Mátyás                       |                             | HME                         | 5.                          | 28                          | 1,99%                       | 4,64%                       | 5,02%                       |
| 10                          | Domán Mátyás László                |                             | Fidesz-MDF                  | 6.                          | 27                          | 1,92%                       | 4,47%                       | 4,84%                       |
| 10                          | Oláh Péter                         |                             | független                   | 7.                          | 20                          | 1,42%                       | 3,31%                       | 3,58%                       |
| 10                          | Pálóczi Imre                       |                             | Hajdúnánási Ipartestület    | 8.                          | 15                          | 1,07%                       | 2,48%                       | 2,69%                       |
| 10                          | Papp László                        |                             | MNYP                        | 9.                          | 9                           | 0,64%                       | 1,49%                       | 1,61%                       |

| EVK            | Megválasztott képviselő | Megválasztott képviselő | Megválasztott képviselő | Szavazat | Szavazat | Szavazat | Szavazat | Előny a 2. előtt (%p) |
| EVK            | név                     | szervezet(ek)           | szervezet(ek)           | db       | jog.%    | szav.%   | érv.%    | Előny a 2. előtt (%p) |
| -------------- | ----------------------- | ----------------------- | ----------------------- | -------- | -------- | -------- | -------- | --------------------- |
| 01             | Oláh Miklós             |                         | MSZP                    | 190      | 14,93%   | 31,88%   | 33,22%   | 8,74                  |
| 02             | Dancs Ferenc            |                         | MSZP                    | 191      | 15,30%   | 32,26%   | 34,05%   | 9,63                  |
| 03             | Gonda Zoltán            |                         | MSZP                    | 139      | 9,39%    | 20,65%   | 21,52%   | 2,32                  |
| 04             | László Sándor           |                         | MSZP                    | 274      | 19,59%   | 40,29%   | 41,77%   | 3,05                  |
| 05             | Boros Miklós            |                         | HTFE                    | 191      | 13,06%   | 31,16%   | 33,04%   | 15,57                 |
| 06             | Dr. Éles András         |                         | HTFE                    | 212      | 14,68%   | 31,83%   | 33,65%   | 3,02                  |
| 07             | Dr. Kiss József         |                         | Fidesz-MDF              | 229      | 14,71%   | 34,86%   | 36,94%   | 14,68                 |
| 08             | Török István            |                         | független               | 228      | 14,69%   | 33,98%   | 35,35%   | 14,88                 |
| 09             | Szabóné Marth Éva       |                         | Polgári Kör             | 245      | 16,59%   | 40,56%   | 43,59%   | 21                    |
| 10             | Miltner Attila          |                         | MSZP                    | 227      | 16,13%   | 37,58%   | 40,68%   | 13,08                 |
| Összesen/átlag | Összesen/átlag          | Összesen/átlag          | Összesen/átlag          | 2126     | 14,91%   | 33,51%   | 35,38%   |                       |

#### Kompenzációs listás eredmények
A kompenzációs listák között azokat a szavazatokat osztották szét, amelyeket olyan jelöltek kaptak, akik nem nyertek, s így ezek a szavazatok nem eredményezek képviselői megbízatást. Az így nyert töredékszavazatok a listát állító szervezetek között arányosan osztották el.
Hat kompenzációs lista lépte át a mandátumszerzéshez minimálisan szükséges 5%-os küszöböt. 2 mandátumhoz jutott a Polgári Kör, és 1-1 képviselőt delegálhatott listáról a Hajdúnánási Ipartestület, a HTFE, a Fidesz-MDF, az MSZP és a HME.
| Lista | Lista          | Töredék szavazat | Képviselő |
| ----- | -------------- | ---------------- | --------- |
|       | IPOSZ HN       | 644              | 1         |
|       | MSZP           | 446              | 1         |
|       | HTFE           | 642              | 1         |
|       | MNYP           | 185              | 0         |
|       | HME            | 435              | 1         |
|       | Fidesz-MDF     | 479              | 1         |
|       | MIÉP-FKGP      | 84               | 0         |
|       | Polgári Kör HN | 828              | 2         |

#### Összesítés

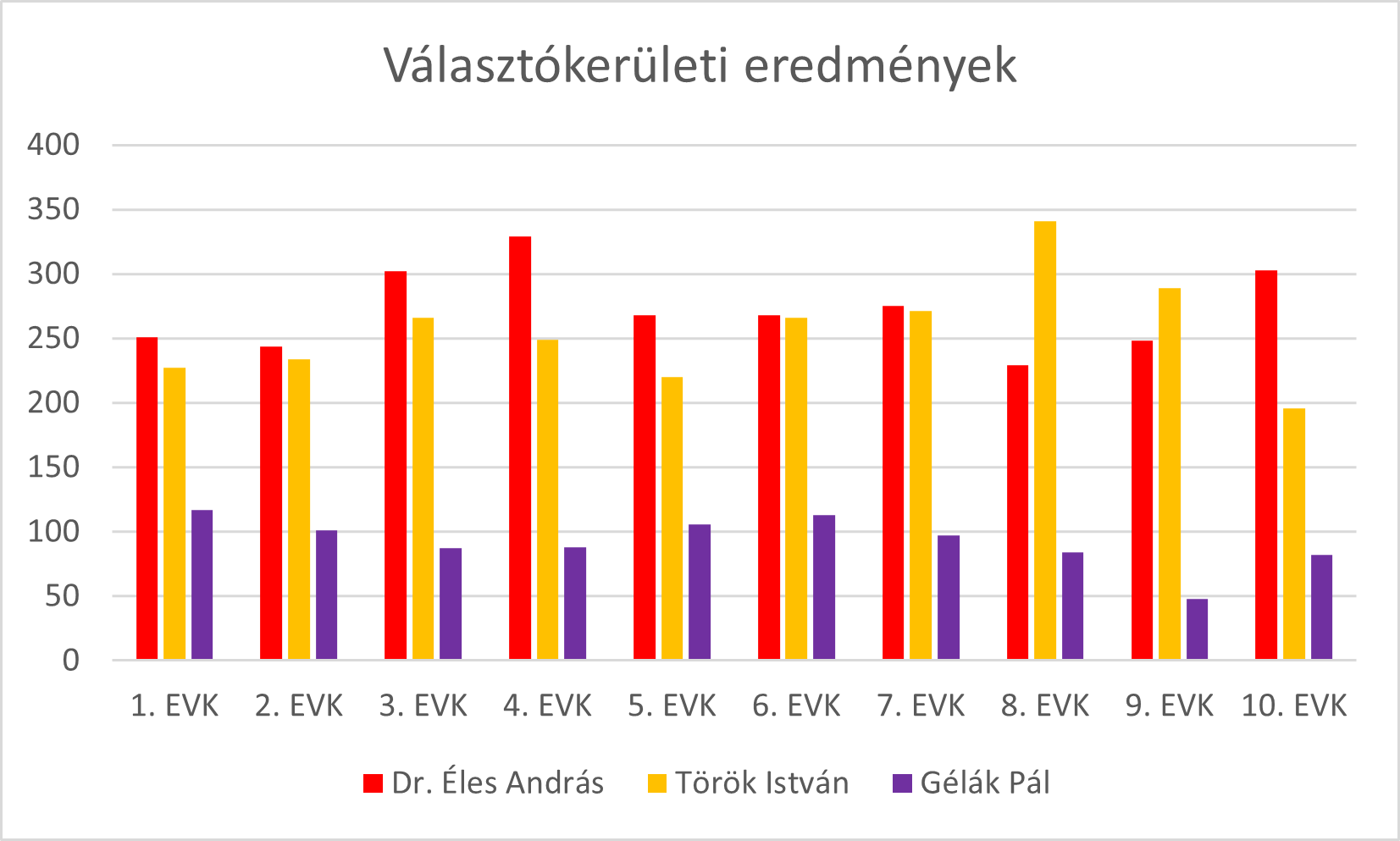
Választókerületekre lebontott eredmény

| Szervezet                             | Szervezet                | Érvényes szavazat | Érvényes szavazat | Képviselő | Képviselő |   |
| ------------------------------------- | ------------------------ | ----------------- | ----------------- | --------- | --------- | - |
|                                       |                          |                   |                   |           |           |   |
|                                       | MSZP                     | 1467              | 24,34%            | 6         | 35,3%     |   |
|                                       | HTFE                     | 1045              | 17,34%            | 3         | 17,6%     |   |
| HTFE + MSZP                           | HTFE + MSZP              | 2512              | 41,67%            | 9         | 52,9%     |   |
|                                       |                          |                   |                   |           |           |   |
|                                       | Polgári Kör              | 1073              | 17,80%            | 3         | 17,6%     |   |
|                                       | Fidesz-MDF               | 708               | 11,75%            | 2         | 11,8%     |   |
|                                       | Hajdúnánási Ipartestület | 644               | 10,68%            | 1         | 5,9%      |   |
|                                       | HME                      | 435               | 7,22%             | 1         | 5,9%      |   |
|                                       | MNYP                     | 185               | 3,07%             | 0         |           |   |
|                                       | MIÉP-FKGP                | 84                | 1,39%             | 0         |           |   |
|                                       | Nemzeti Néppárt          | 13                | 0,22%             | 0         |           |   |
|                                       | független                | 374               | 6,20%             | 1         | 5,9%      |   |
| Összesen                              | Összesen                 | 6028              |                   | 17        |           |   |
| \| 6 \| 3 \| 1 \| 1 \| 1 \| 2 \| 3 \| |                          |                   |                   |           |           |   |
| 6                                     | 3                        | 1                 | 1                 | 1         | 2         | 3 |

### Polgármester-választás
| Dr. Éles András | Dr. Éles András | Gélák Pál |
|                 |                 |           |
|                 | Török István    |           |

| \| Polgármester-választás \| Polgármester-választás \| Polgármester-választás \| Polgármester-választás \| Polgármester-választás \| \| ---------------------- \| ---------------------- \| ---------------------- \| ---------------------- \| ---------------------- \| \| Jelöltek \| \| \| szavazat \| \| \| Dr. Éles András \| Dr. Éles András \| \| 2717 \| 2717 \| \| Török István \| Török István \| \| 2559 \| 2559 \| \| Gélák Pál \| Gélák Pál \| \| 923 \| 923 \| \| \| \| \| \| \| |                 |  |          |      |
| Polgármester-választás |                 |  |          |      |
| Jelöltek |                 |  | szavazat |      |
| Dr. Éles András | Dr. Éles András |  | 2717     | 2717 |
| Török István | Török István    |  | 2559     | 2559 |
| Gélák Pál | Gélák Pál       |  | 923      | 923  |
| |                 |  |          |      |

| Polgármester-választás | Polgármester-választás | Polgármester-választás | Polgármester-választás | Polgármester-választás |
| ---------------------- | ---------------------- | ---------------------- | ---------------------- | ---------------------- |
| Jelöltek               |                        |                        | szavazat               |                        |
| Dr. Éles András        | Dr. Éles András        |                        | 2717                   | 2717                   |
| Török István           | Török István           |                        | 2559                   | 2559                   |
| Gélák Pál              | Gélák Pál              |                        | 923                    | 923                    |
|                        |                        |                        |                        |                        |

## A megválasztott önkormányzat
|      |                          |           |           |
| Párt | Párt                     | Képviselő | Képviselő |
|      | MSZP                     | 6         | 35,3%     |
|      | HTFE                     | 3         | 17,6%     |
|      | Polgári Kör              | 3         | 17,6%     |
|      | Fidesz-MDF               | 2         | 11,8%     |
|      | Hajdúnánási Ipartestület | 1         | 5,9%      |
|      | HME                      | 1         | 5,9%      |
|      | független                | 1         | 5,9%      |

| Polgármester             | Polgármester | Polgármester | Polgármester | Polgármester | Polgármester | Polgármester | Polgármester | Polgármester | Polgármester | Polgármester | Polgármester | Polgármester | Polgármester |
| ------------------------ | ------------ | ------------ | ------------ | ------------ | ------------ | ------------ | ------------ | ------------ | ------------ | ------------ | ------------ | ------------ | ------------ |
| Dr. Éles András          |              | HTFE-MSZP    | HTFE-MSZP    | HTFE-MSZP    | HTFE-MSZP    | HTFE-MSZP    | HTFE-MSZP    | HTFE-MSZP    | HTFE-MSZP    | HTFE-MSZP    | HTFE-MSZP    | HTFE-MSZP    | -            |
| Képviselő-testület       |              |              |              |              |              |              |              |              |              |              |              |              |              |
| Szervezet                | Képviselő    | Képviselő    | Képviselő    | Képviselő    | Képviselő    | Képviselő    | Képviselő    | Képviselő    | Képviselő    | Képviselő    | Képviselő    | Képviselő    | ± 1998 óta   |
| MSZP                     |              |              |              |              |              |              |              |              |              |              | 6            | 35,3%        | +1           |
| HTFE                     |              |              |              |              |              |              |              |              |              |              | 3            | 17,6%        | -1           |
| Polgári Kör              |              |              |              |              |              |              |              |              |              |              | 3            | 17,6%        | +1           |
| Fidesz-MDF               |              |              |              |              |              |              |              |              |              |              | 2            | 11,8%        | -            |
| Hajdúnánási Ipartestület |              |              |              |              |              |              |              |              |              |              | 1            | 5,9%         | -            |
| HME                      |              |              |              |              |              |              |              |              |              |              | 1            | 5,9%         | Új           |
| független                |              |              |              |              |              |              |              |              |              |              | 1            | 5,9%         | -            |
| Összesen                 |              |              |              |              |              |              |              |              |              |              | 17           |              |              |

| EVK       | 01              | 02              | 03           | 04                | 05             |
| --------- | --------------- | --------------- | ------------ | ----------------- | -------------- |
| Képviselő | Oláh Miklós     | Dancs Ferenc    | Gonda Zoltán | László Sándor     | Boros Miklós   |
| Szervezet |                 |                 |              |                   |                |
| MSZP      | MSZP            | MSZP            | MSZP         | HTFE              |                |
|           |                 |                 |              |                   |                |
| EVK       | 06              | 07              | 08           | 09                | 10             |
| Képviselő | Dr. Éles András | Dr. Kiss József | Török István | Szabóné Marth Éva | Miltner Attila |
| Szervezet |                 |                 |              |                   |                |
| HTFE      | Fidesz-MDF      | független       | Polgári Kör  | MSZP              |                |

| Szervezet             | Szervezet                | Képviselő           |
| --------------------- | ------------------------ | ------------------- |
|                       | MSZP                     | Kőrösiné Bódi Judit |
|                       | HTFE                     | Balogh Zsigmond     |
|                       | Polgári Kör              | Buczkó József       |
| Szólláth Tibor Zoltán | Polgári Kör              |                     |
|                       | Fidesz-MDF               | Pál-Kovács Dezső    |
|                       | Hajdúnánási Ipartestület | Hódos Antal         |
|                       | HME                      | Gélák Pál           |

## A választás után
Harmadik ciklusát kezdhette meg dr. Éles András (HTFE-MSZP), aki növelni tudta a rá leadott szavazatok arányát. A mögötte álló koalíció 9 képviselővel ismét többséget szerzett a 17 fős testületben. A képviselőkre leadott szavazatok 24%-ával 6 mandátumhoz jutott az MSZP, 3-at szerzett a HTFE (17%) és a Polgári Kör (18%), 2 mandátumhoz jutott a Fidesz-MDF szövetség (12%), és 1-1 képviselőt delegálhatott a testületbe a Hajdúnánási Ipartestület (11%) és az újonnan alakult HME (7%). A legszorosabb verseny a 3-as körzetben volt, ahol az első két helyezett között 15 szavazat volt a különbség, de még az első és a negyedik helyezett között is csak 34, ez 5 százalékpont. Benkey Lajos korábbi alpolgármester (MSZP), Bódi László (MSZP) és Mester Imre (Fidesz) 12, dr. Holhós Csaba (HTFE), Arnócz Imre (HTFE) és dr. Juhász Endre (KDNP) 8 év után búcsúzott a képviselői munkától, közülük csak Benkey Lajos indult a választáson. Bódi László az MSZP listavezetőjeként nem indult el választókörzetében, helyette Miltner Attilát indította a párt, és a választás után a listán megszerzett mandátumát is lánya, Kőrösiné Bódi Judit vette át. Holhós Csaba, Arnócz Imre és Juhász Endre egy jogszabálymódosítás miatt nem indulhatott el a választáson, ugyanis esetükben összeférhetetlenség állt fenn, mivel szerződéses viszonyban álltak az önkormányzattal. Mester Imre pedig a testületben kialakult rossz légkörre hivatkozva nem vállalt jelöltséget, illetve a 2002-es országgyűlési választás előtt 7 társával előtt kilépett a Fideszből is. Új képviselőként került be a testületbe Gonda Zoltán (MSZP), Kőrösiné Bódi Judit (MSZP), Miltner Attila (MSZP) és Szólláth Tibor (Polgári Kör). Balogh Zsigmond (HTFE) 4, Gélák Pál (HME) pedig 8 év kihagyás után tért vissza a testületbe. A képviselő-testület november 4-i alakuló ülésén Oláh Miklóst (MSZP) választotta meg főállású alpolgármesternek.